# Lindsay Wagner
Lindsay Jean Wagner (Los Ángeles, 22 de junio de 1949), conocida como Lindsay Wagner, es una actriz y modelo estadounidense. Es conocida por haber protagonizado la serie de televisión The Bionic Woman (1976-1978) en donde interpretó a Jaime Sommers. Su primera aparición en el papel fue en la serie The Six Million Dollar Man («El hombre nuclear» en América Latina) al lado del actor Lee Majors. Su caracterización fue un ícono de la cultura pop en la década de los años 1970's. Por este papel, Wagner ganó un premio Emmy por una destacada actuación de una actriz principal en un papel dramático en 1977, siendo el primero para un actor o actriz en serie de ciencia ficción. Wagner inició su carrera como actriz profesional en 1971 y se mantuvo actuando por largo tiempo en una variedad de películas y producciones para televisión hasta el día de hoy.

## Biografía

### Inicios
Lindsay Wagner nació en Los Angeles, California, Estados Unidos. Después del divorcio de sus padres, su mamá se volvió a casar y la familia se mudó al Noreste en donde se gradúo del Portland's David Douglas High School. Después de graduarse, estuvo dos meses en Francia antes de enrolarse en la Universidad de Oregon por un año. Se cambió a Mt. Hood Community College, Gresham, por seis meses antes de abandonarlo y mudarse a Los Angeles. Se le hizo el diagnóstico de dislexia.

### Carrera
Trabajó como modelo en Los Angeles y obtuvo alguna experiencia en televisión apareciendo como anfitriona en Playboy After Dark y también fue concursante en el show de juego The Dating Game en 1969 (uno de sus potenciales pretendientes a quién ella no eligió, fue el actor de TV Roger Ewing)- En 1971, firmó contrato con Universal Studios y trabajó en producciones Universal. Su debut en horario estelar en la televisión fue en la serie Adam-12 ("Million Dollar Buff") y apareció en una docem de otros espectáculos de Universal, incluyendo Owen Marshall: Counselor at Law, The F.B.I., Sarge y Night Gallery (1971, como la enfermera en el episodio: "The Diary").
Entre 1971 y 1975, aparecío en cinco episodios de la serie de Universal, Marcus Welby, M.D. y en dos episodios de The Rockford Files. En 1973 se ramificó papeles de películas cuando Universal siendo elenco en Two Pople. que fue su primera interpretación en la película y su primer papel principal. Coprotagonista en 20th Century Fox en la película Paper Chase ese mismo año, interpretando a la hija del severo profesor de Leyes, Kingsfield.
En 1975, estando aún bajo contrato con Universal Studios, interpretó el papel de Jaime Sommers, una extenista profesional quién fue el amor de la infancia del "Hombre de seis millones de Dólares" el Coronel Steve Austin (interpretado por Lee Majors). De acuerdo a Kenneth Johnson, entrevistada para un reportaje que está incluido en el DVD North American 2010 de la Mujer Biónica en su primera temporada, donde fue elenco basándose en su espontaneidad después de su aparición en la serie piloto y un episodio de The Rockford Files. En la segunda temporada, episodio de dos partes, es caracterizada sumamente grave en un accidente de paracaidismo y es equipada con implanes biónicos similares a los de Austin, pero su cuerpo los rechaza, llegando finalmente a morir.
Este fue su último papel de Wagner bajo contrato con Universal, pero la respuesta pública al carácter fue tan abrumador, que su "muerte" fue reconfigurada para una historia cubierta para una muerte cercana y Wagner apareció en episodio de dos partes mientras regresaba su caracterización, siguiendo un giro de serie, La Mujer Biónica, debutó en enero de 1976. Ese mismo año, fue coestelar de una película canadiense, Second Wind opuesto a James Naugton. Hizo varias apariciones en The Six Million Dollar Man durante la serie. El papel protagonizado por Wagner le dio el premio Emmy como "Mejor Actriz en un papel dramático" en 1977.

## Filmografía

### Cine

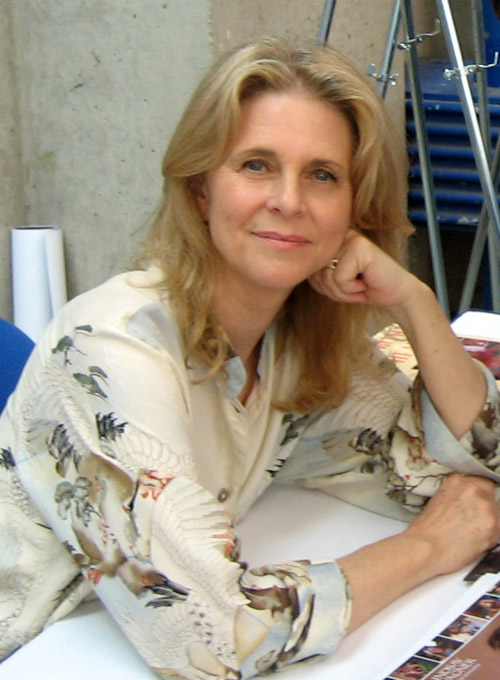
Lindsay Wagner, en el 2008.

| Año  | Película                                                         | Papel                    | Observaciones                        |
| ---- | ---------------------------------------------------------------- | ------------------------ | ------------------------------------ |
| 1973 | Two People                                                       | Deirdre McCluskey        |                                      |
| 1973 | The Paper Chase                                                  | Susan Fields             |                                      |
| 1975 | The Bionic Woman                                                 | Jamie Sommers            |                                      |
| 1976 | Second Wind                                                      | Linda                    |                                      |
| 1979 | The Incredible Journey of Dr. Meg Laurel                         | Dra. Meg Laurel          | película de TV                       |
| 1979 | The Two Worlds of Jennie Logan                                   | Jennie Logan             | película de TV                       |
| 1980 | Scruples                                                         | Billy Ikehorn            | miniserie                            |
| 1981 | Nighthawks                                                       | Irene                    |                                      |
| 1981 | High Risk                                                        | Olivia                   |                                      |
| 1981 | Callie & Son                                                     | Callie Bordeaux          | película de TV                       |
| 1982 | Memories Never Die                                               | Joanne Tilford           | película de TV                       |
| 1983 | I Want To Live                                                   | Barbara Graham           | película de TV                       |
| 1983 | Princess Daisy                                                   | Francesca Valenski       | película de TV                       |
| 1983 | Two Kinds of Love                                                | Susan Farley             | película de TV                       |
| 1984 | Martin's Day                                                     | Dra. Mennen              |                                      |
| 1984 | Passions                                                         | Nina Simon               | película de TV                       |
| 1985 | The Other Lover                                                  | Claire Fielding          | película de TV                       |
| 1985 | This Child Is Mine                                               | Bonnie Wilkerson         | película de TV                       |
| 1986 | Child’s Cry                                                      | Joanne Van Buren         | película de TV                       |
| 1986 | Young Again                                                      | Laura Gordon             | película de TV (dominical de Disney) |
| 1986 | Convicted                                                        | Martha Forbes            | película de TV                       |
| 1987 | Stranger in My Bed                                               | Beverly Slater           | película de TV                       |
| 1987 | The Return of the Six-Million-Dollar Man and the Bionic Woman    | Jaime Sommers            | película de TV                       |
| 1987 | Student Exchange                                                 | Principal                | película de TV                       |
| 1988 | Evil in Clear River                                              | Kate McKinnon            | película de TV                       |
| 1988 | The Taking of Flight 847: The Uli Derickson Story                | Uli Derickson            | película de TV                       |
| 1988 | Nightmare at Bitter Creek                                        | Nita Daniels             | película de TV                       |
| 1988 | Police Story: Burnout                                            | Detective Sidney Shannon | película de TV                       |
| 1989 | From the Dead of Night                                           | Joanna                   | película de TV                       |
| 1989 | Bionic Showdown: The Six Million Dollar Man and the Bionic Woman | Jaime Sommers            | película de TV                       |
| 1990 | Voice of the Heart                                               | Katharine Tempest        | película de TV                       |
| 1990 | Shattered Dreams                                                 | Charlotte Fedders        | película de TV                       |
| 1990 | Babies                                                           | Yvonne                   | película de TV                       |
| 1991 | Ricochet                                                         | Brimleigh                |                                      |
| 1991 | Fire in the Dark                                                 | Janet                    | película de TV                       |
| 1992 | She Woke Up                                                      | Claudia Parr             | película de TV                       |
| 1992 | Treacherous Crossing                                             | Lindsey Thompson Gates   | película de TV                       |
| 1992 | To Be the Best                                                   | Paula O'Neill            | película de TV                       |
| 1992 | A Message from Holly                                             | Holly                    | película de TV                       |
| 1993 | Nurses on the Line: The Crash of Flight 7                        | Elizabeth Hahn           | película de TV                       |
| 1994 | Once in a Lifetime                                               | Daphne Fields            | película de TV                       |
| 1994 | Bionic Ever After?                                               | Jaime Sommers            | película de TV                       |
| 1995 | Fighting for My Daughter                                         | Kate Kerner              | película de TV                       |
| 1996 | Sins of Silence                                                  | Molly McKinley           | película de TV                       |
| 1996 | A Mother's Instinct                                              | Raeanne Gilbaine         |                                      |
| 1997 | Contagious                                                       | Dra. Hannah Cole         | película de TV                       |
| 1997 | Their Second Chance                                              | Barbara                  | película de TV                       |
| 1998 | Voyage of Terror                                                 | Dra. Stephanie Tauber    | película de TV                       |
| 1998 | Frog and Wombat                                                  | Sydney Parker            |                                      |
| 2002 | A Light in the Forest                                            | Penelope Audrey          |                                      |
| 2005 | Thicker Than Water                                               | Jess Jarrett             | película de TV                       |
| 2005 | Buckaroo: The Movie                                              | Sra. Ainsley             |                                      |
| 2006 | The Surfer King                                                  | Connie Zirpollo          |                                      |
| 2006 | Four Extraordinary Women                                         | Anne                     | película de TV                       |
| 2008 | Billy: The Early Years                                           | Morrow Graham            |                                      |

### Series de televisión
| Año     | Título                     | Papel               | Temporadas | Notas |
| ------- | -------------------------- | ------------------- | ---------- | --- |
| 1975–76 | The six million dollar man | Jaime Sommers       | 2-4        | |
| 1976–78 | The Bionic Woman           | Jaime Sommers       | 1-3        | Ganó un Emmy por «mejor actriz en un rol dramático» (1977) y un premio TV Land Award. También fue nominada para dos premios Golden Globes. |
| 1984    | Jesse                      | Dra. Jessie Hayden  | 1          | |
| 1989    | A Peaceable Kingdom        | Rebecca Cafferty    | 1          | |
| 2010    | Almacén 13                 | Dra. Vanessa Calder | 2          | Estrella invitada |
| 2011    | Alphas                     | Dra. Vanessa Calder | 1          | Estrella invitada |

### Apariciones en televisión
| 1971 | Adam-12                         | Jenny Carson    | "Million dollar buff"       | temporada 4, episodio 2   |  |      |              |       |                                 |                         |
| 1971 | The Man and the City            | Margie Holland  | "Disaster on Turner Street" | temporada 1, episodio 6   |  |      |              |       |                                 |                         |
| 1971 | Night Gallery                   | Nurse           | "The diary"                 | temporada 2, episodio 22  |  |      |              |       |                                 |                         |
| 1971 | The Bold Ones: The Lawyers      | Stella Bowers   | "In Defense of Ellen McKay" | temporada 3, episodio 4   |  |      |              |       |                                 |                         |
| 1971 | Marcus Welby, M.D.              | Nurse Gledhill  | "The Best Is Yet to Be"     | temporada 3, episodio 11  |  |      |              |       |                                 |                         |
| 1971 | Sarge                           | Laurie Meyers   | "The combatants"            | temporada 1, episodio 10  |  |      |              |       |                                 |                         |
| 1971 | Owen Marshall: Counselor at Law | Diana Oliver    | "Until proven innocent"     | temporada 1, episodio 12  |  |      |              |       |                                 |                         |
| 1972 | O'Hara, U.S. Treasury           | Edie Lang       | "Operation: XW-1"           | temporada 1, episodio 14  |  |      |              |       |                                 |                         |
| 1972 | Marcus Welby, M.D.              | Emily Matocsis  | "All the pretty people"     | temporada 3, episodio 18  |  |      |              |       |                                 |                         |
| 1972 | The FBI                         | Laurie Peale    | "Dark journey"              | temporada 7, episodio 25  |  |      |              |       |                                 |                         |
| 1972 | Marcus Welby, M.D.              | Denise Malory   | "Don and Denise"            | temporada 4, episodio 8   |  |      |              |       |                                 |                         |
| 1972 | Night Gallery                   | Girl            | "Smile, please"             | temporada 3, episodio 8   |  |      |              |       |                                 |                         |
| 1974 | The Rockford Files              | Sara Butler     | "Backlash of the Hunter"    | temporada 1, episodio 1   |  |      |              |       |                                 |                         |
| 1975 | The Rockford Files              | Sara Butler     | "Aura Lee, Farewell"        | temporada 1, episodio 15  |  |      |              |       |                                 |                         |
| 1975 | Marcus Welby, M.D.              | Susan Davis     | "Dark fury: part 1"         | temporada 6, episodio 15  |  |      |              |       |                                 |                         |
| 1975 | Marcus Welby, M.D.              | Susan Davis     | "Dark fury: part 2"         | temporada 6, episodio 16  |  |      |              |       |                                 |                         |
| 1986 | Kate & Allie                    | Julia           | "Late bloomer"              | temporada 3, episodio 23  |  |      |              |       |                                 |                         |
| 1988 | Alfred Hitchcock Presents       | Susan Forrester | "Prism"                     | temporada 3, episodio 3   |  |      |              |       |                                 |                         |
| 2002 | The Division                    | Agatha B.       | "Farewell my lovelies"      | temporada 2, episodio 18  |  |      |              |       |                                 |                         |
| 2015 | NCIS                            | Barbara Bishop. | "Hermanos de sangre"        | temporada 13, episodio 10 |  | 2018 | Fuller House | Mili. | "La noche libre de los angeles" | temporada 4, episodio 6 |

### Videojuegos
| Año  | Título          | Rol                            | Notas                                  |
| ---- | --------------- | ------------------------------ | -------------------------------------- |
| 2019 | Death Stranding | Bridget Strand & Amelie Strand | Actor de Voz and Captura de Movimiento |

## Premios y nominaciones
| Año  | Premio                                | Categoría                                      | Película                  | Resultado |
| ---- | ------------------------------------- | ---------------------------------------------- | ------------------------- | --------- |
| 1977 | Golden Globe Award                    | Mejor actriz de serie de televisión – Drama    | The Bionic Woman          | Nominada  |
| 1977 | Primetime Emmy Award                  | Mejor actriz principal en una serie dramática  | The Bionic Woman          | Ganadora  |
| 1978 | Golden Globe Award                    | Mejor actriz de serie de televisión – Drama    | The Bionic Woman          | Nominada  |
| 1974 | Photoplay Award Gold Medal            | Nueva estrella femenina                        |                           | Nominada  |
| 1977 | Photoplay Award Gold Medal            | Favorito Sex Symbol femenino                   |                           | Nominada  |
| 1978 | Photoplay Award Gold Medal            | Favorito Sex Symbol femenino                   |                           | Nominada  |
| 1984 | Hollywood Walk of Fame                | Estrella del Paseo de la Fama – Motion Picture |                           | Ganadora  |
| 1989 | CableACE Award                        | Mejor actriz de serie dramática                | Alfred Hitchcock Presents | Nominada  |
| 2003 | TV Land Award                         | Superest Super Hero                            | The Bionic Woman          | Nominada  |
| 2006 | TV Land Award                         | Mejor equipo                                   | The Bionic Woman          | Nominada  |
| 2007 | TV Land Award                         | Mejor equipo                                   | The Bionic Woman          | Ganadora  |
| 2019 | San Diego International Film Festival | Premio Humanitario                             |                           | Ganadora  |